# Nylabu Laok
Nylabu Laok is een bestuurslaag in het regentschap Pamekasan van de provincie Oost-Java, Indonesië. Nylabu Laok telt 2280 inwoners (volkstelling 2010).